# Woutertje Pieterse Prijs

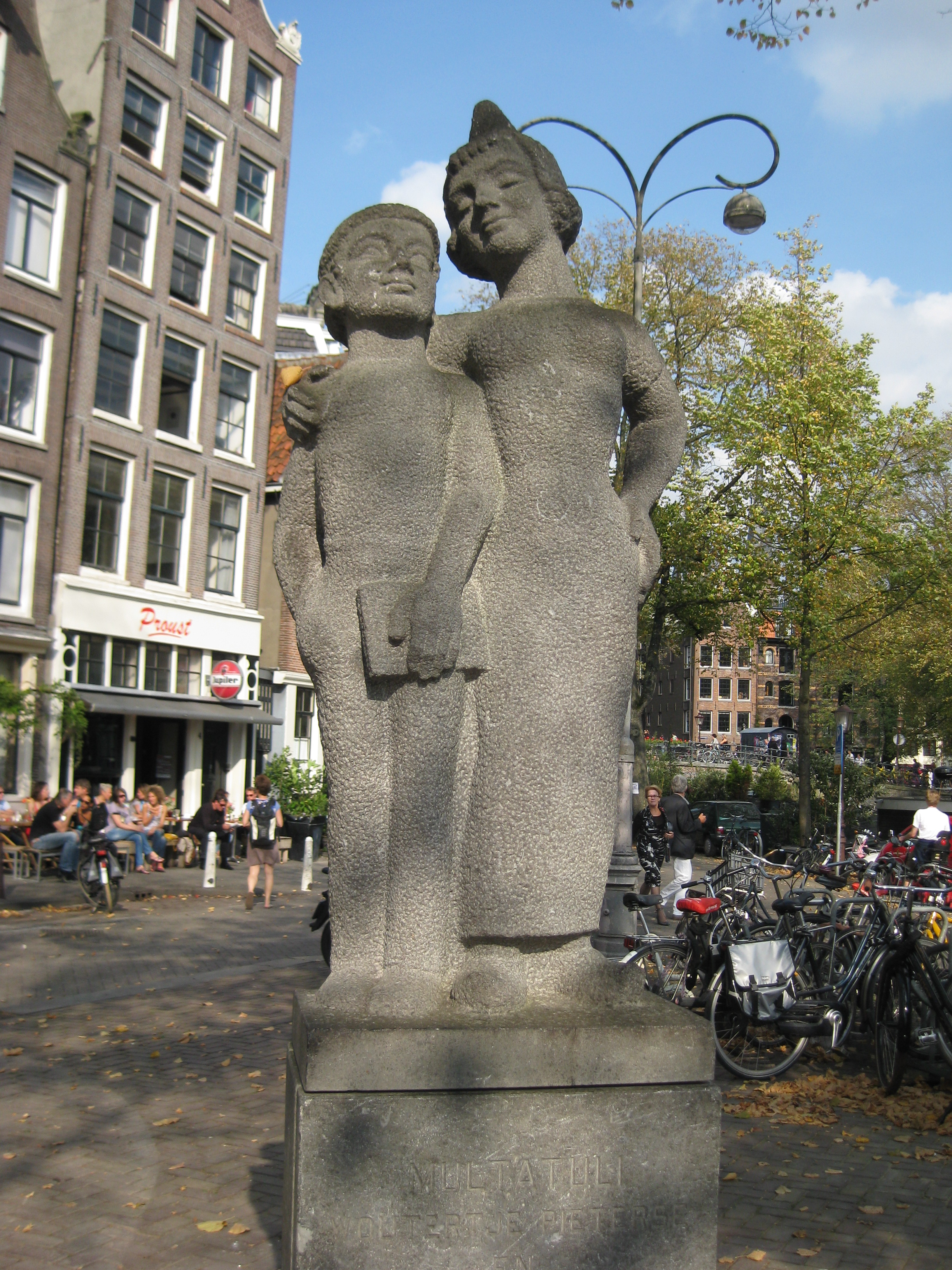
Woutertje Pieterse en Femke (standbeeld van Frits Sieger in Amsterdam)

De Woutertje Pieterse Prijs is een literatuurprijs, die jaarlijks wordt toegekend aan het beste oorspronkelijk Nederlandstalige jeugd- of kinderboek dat het voorafgaande jaar is verschenen. Bij de beoordeling wordt gelet op "taal, genre, thema, illustratie, vorm en/of vormgeving". De prijs is genoemd naar Woutertje Pieterse, een personage uit het werk van Multatuli. 

## Geschiedenis
De prijs werd op initiatief van een aantal recensenten in 1988 ingesteld, met als doel de literaire kwaliteit van het Nederlandstalige jeugd- en kinderboek te bevorderen. 
Boekhandelsorganisatie Libris maakte indertijd de prijs financieel mogelijk. Daarna, tot 2015, werd de prijs zeventien jaar lang gesponsord door Stichting Lira, en vervolgens, van 2015 tot en met 2017, door de boekhandelsketen Bruna. In 2018 maakte het Lirafonds, samen met De Versterking, het Prins Bernhard Cultuurfonds en het Nederlands Letterenfonds, het weer mogelijk dat de Woutertje Pieterse Prijs, ondanks het ontbreken van een sponsor, toch kon worden uitgereikt. Voor 2019 en het jaar erna is naast De Versterking een nieuwe geldschieter gevonden in de Brook Foundation, een vermogensfonds van de adellijke familie Van Rappard.
De prijs bestaat uit een oorkonde en een bedrag van 15.000 euro.

## Gelauwerden
- 2025 - Ludwig Volbeda, Oever
- 2024 - Tjibbe Veldkamp en Mark Janssen voor De jongen die van de wereld hield
- 2023 - Bibi Dumon Tak en Annemarie van Haeringen voor Vandaag houd ik mijn spreekbeurt over de anaconda
- 2022 - Raoul Deleo en Noah J. Stern voor Terra Ultima
- 2021 - Benny Lindelauf en Ludwig Volbeda voor Hele verhalen voor een halve soldaat
- 2020 - Bette Westera en Sylvia Weve voor Uit elkaar
- 2019 - Kathleen Vereecken en Charlotte Peys voor Alles komt goed, altijd
- 2018 - Annet Schaap voor Lampje
- 2017 - Gerda Dendooven voor Stella, ster van de zee
- 2016 - Edward van de Vendel en Martijn van der Linden voor Stem op de okapi
- 2015 - Bette Westera en Sylvia Weve voor Doodgewoon
- 2014 - Marjolijn Hof voor De regels van drie
- 2013 - Kristien Dieltiens voor Kelderkind
- 2012 - Ted van Lieshout voor Driedelig paard
- 2011 - Benny Lindelauf voor De hemel van Heivisj
- 2010 - Carli Biessels voor Juwelen van stras
- 2009 - Peter Verhelst en Carll Cneut voor Het geheim van de keel van de nachtegaal
- 2008 - Hans Hagen voor Verkocht
- 2007 - Harm de Jonge voor Josja Pruis
- 2006 - Harrie Geelen en Imme Dros voor Bijna jarig
- 2005 - Thé Tjong-Khing voor Waar is de taart?
- 2004 - Edward van de Vendel en Fleur van der Weel voor Superguppie
- 2003 - Guus Kuijer voor Ik ben Polleke hoor!
- 2002 - Peter van Gestel voor Winterijs
- 2001 - Bart Moeyaert voor Broere
- 2000 - Paul Biegel voor Laatste verhalen van de eeuw
- 1999 - Joke van Leeuwen en Malika Blain voor Bezoekjaren[5]
- 1998 - Wim Hofman voor Zwart als inkt
- 1997 - Joke van Leeuwen voor Iep!
- 1996 - Anton Quintana voor Het boek van Bod Pa
- 1995 - Anne Provoost voor Vallen
- 1994 - Toon Tellegen voor Bijna iedereen kon omvallen
- 1993 - Jaap Lamberton voor Een heel lief konijn, geschreven door Imme Dros
- 1992 - Toon Tellegen voor Juffrouw Kachel
- 1991 - Paul Biegel voor Anderland: een Brandaan mythe
- 1990 - Anne Vegter en Geerten Ten Bosch voor De dame en de neushoorn
- 1989 - Margriet Heymans voor Lieveling boterbloem
- 1988 - Imme Dros voor Annetje Lie in het holst van de nacht

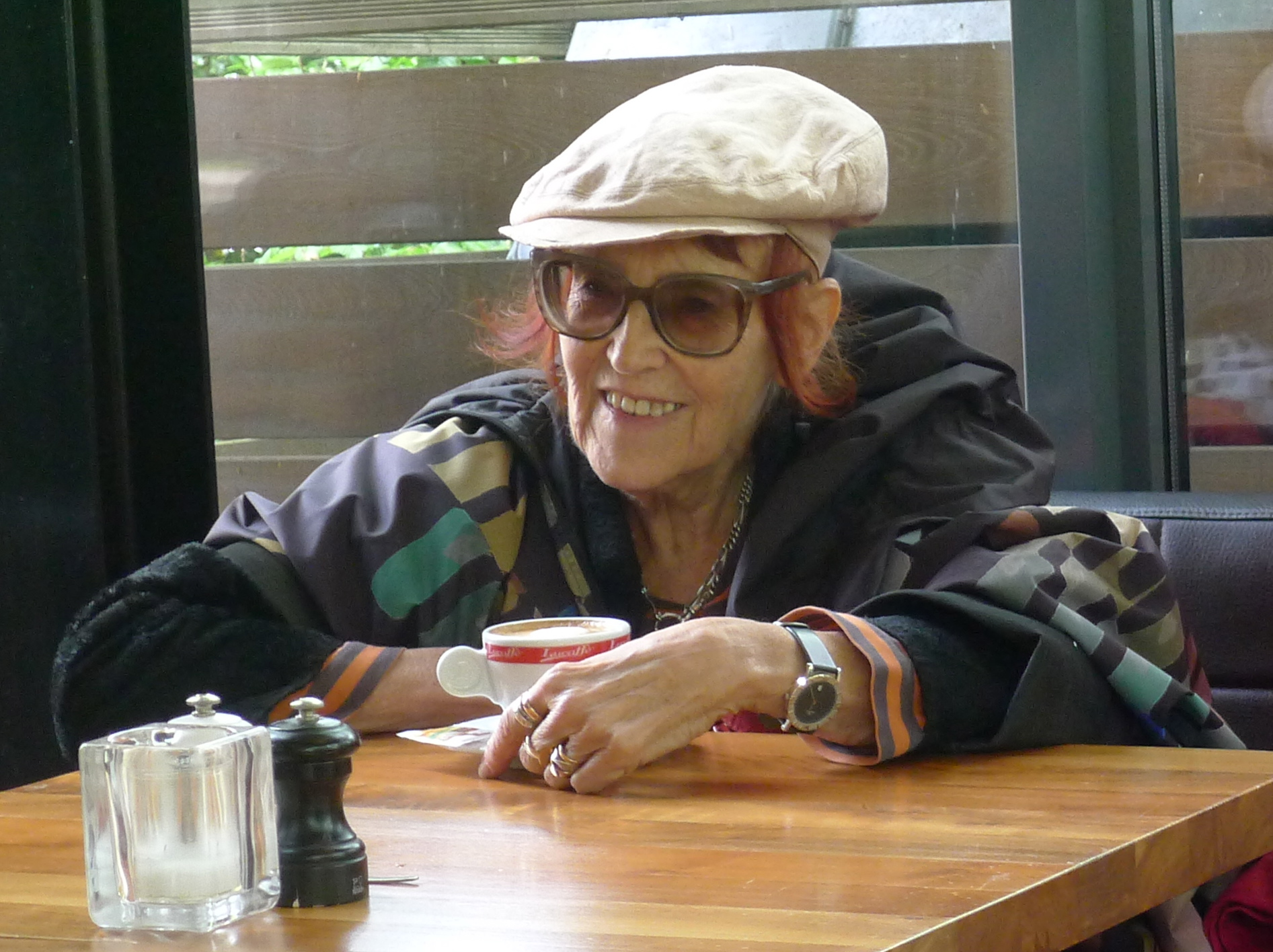
Imme Dros won in 1988 en 2006. In 1993 was Jaap Lamberton de winnaar, als illustrator van haar boek Een heel lief konijn
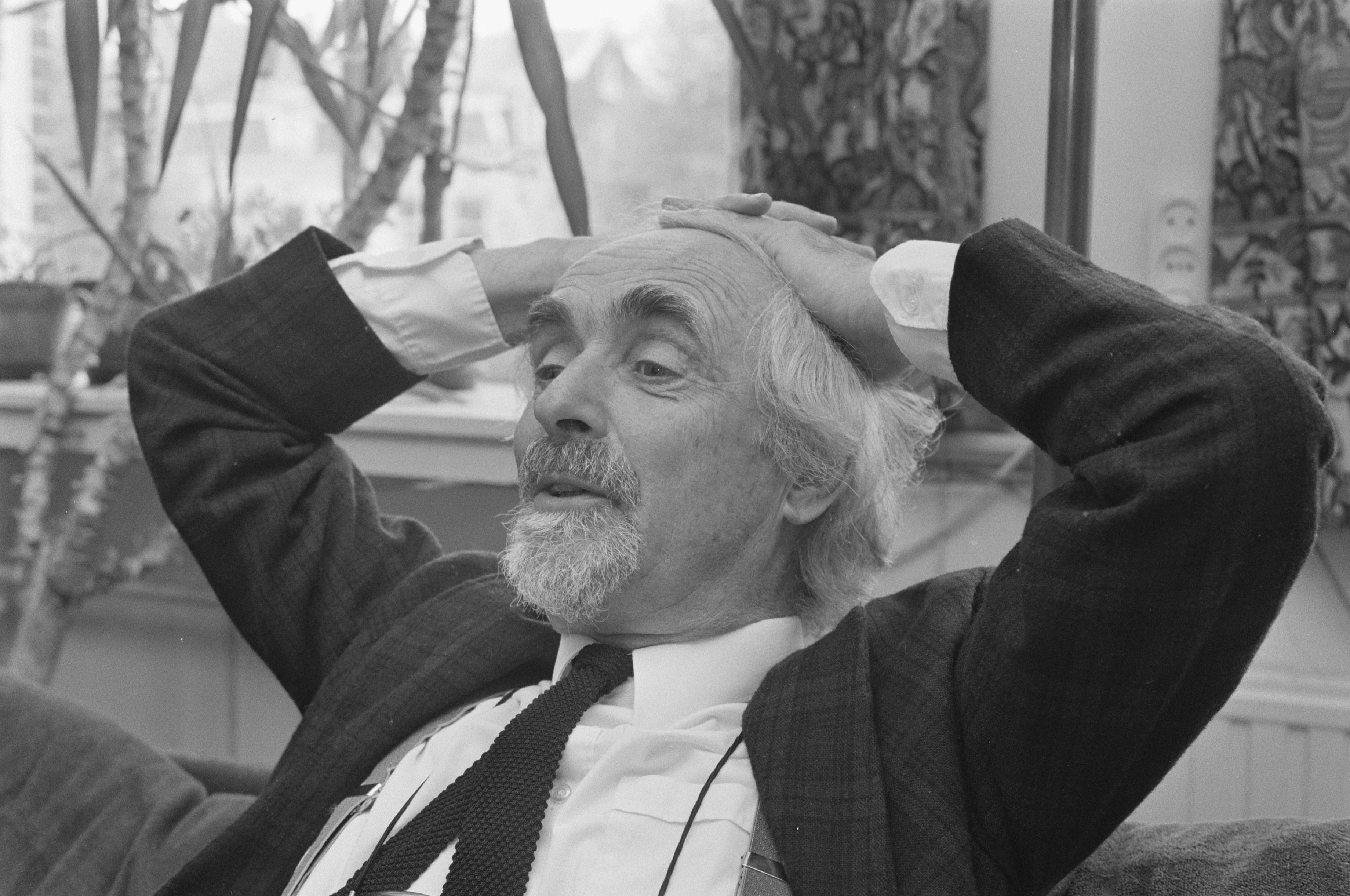
Paul Biegel won in 1991 en 2000
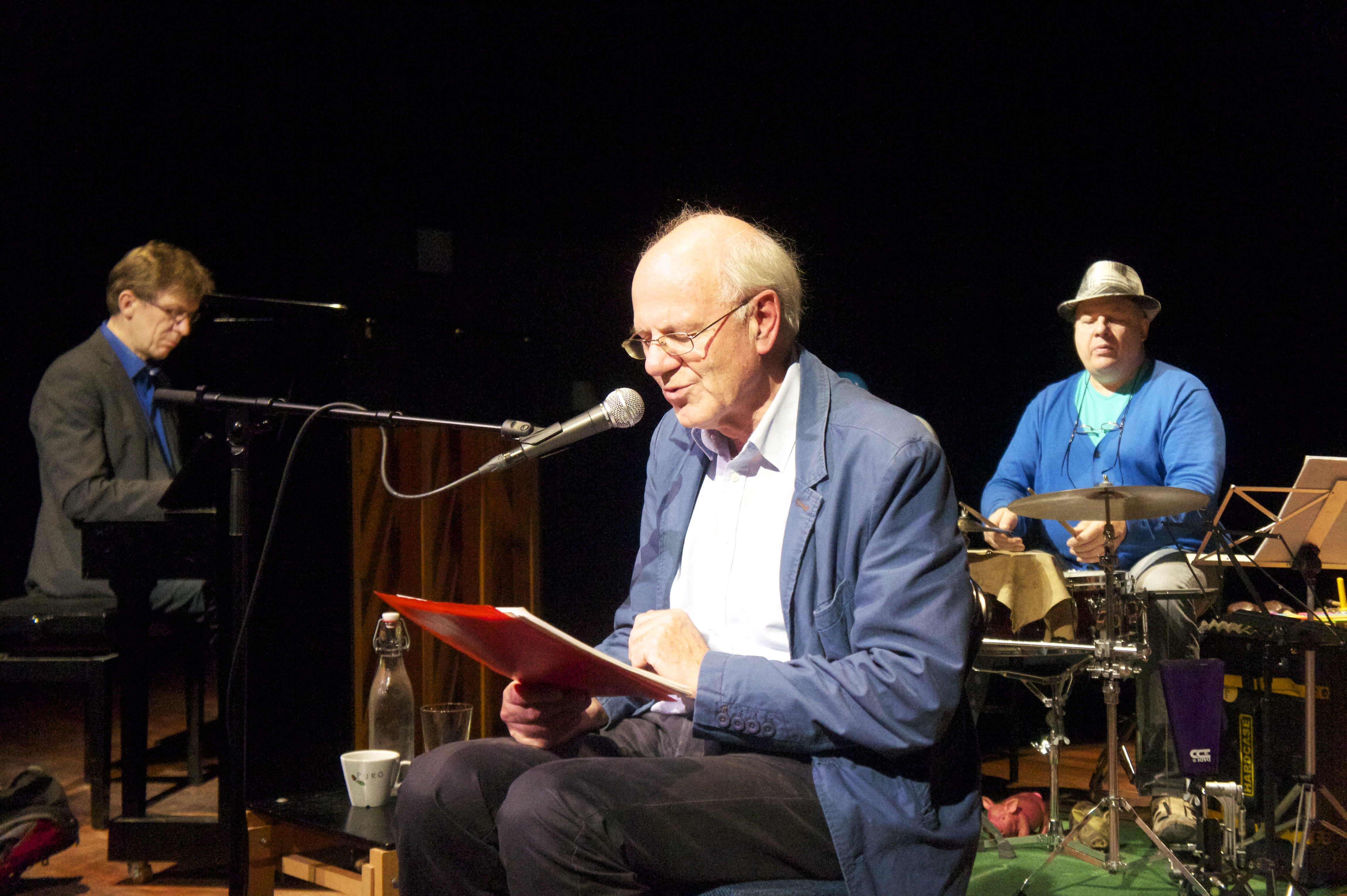
Toon Tellegen won in 1992 en 1994
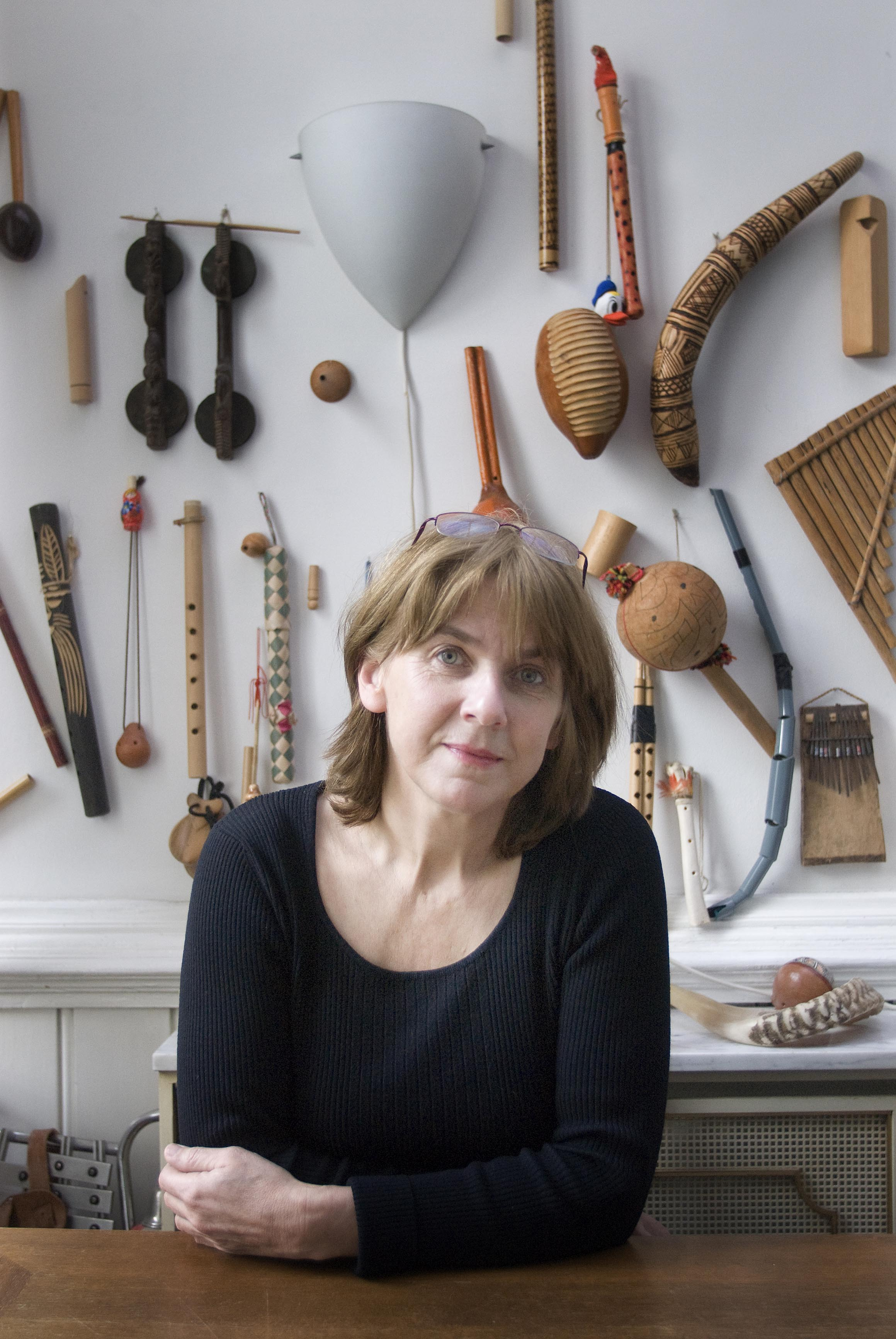
Joke van Leeuwen won in 1997 en 1999
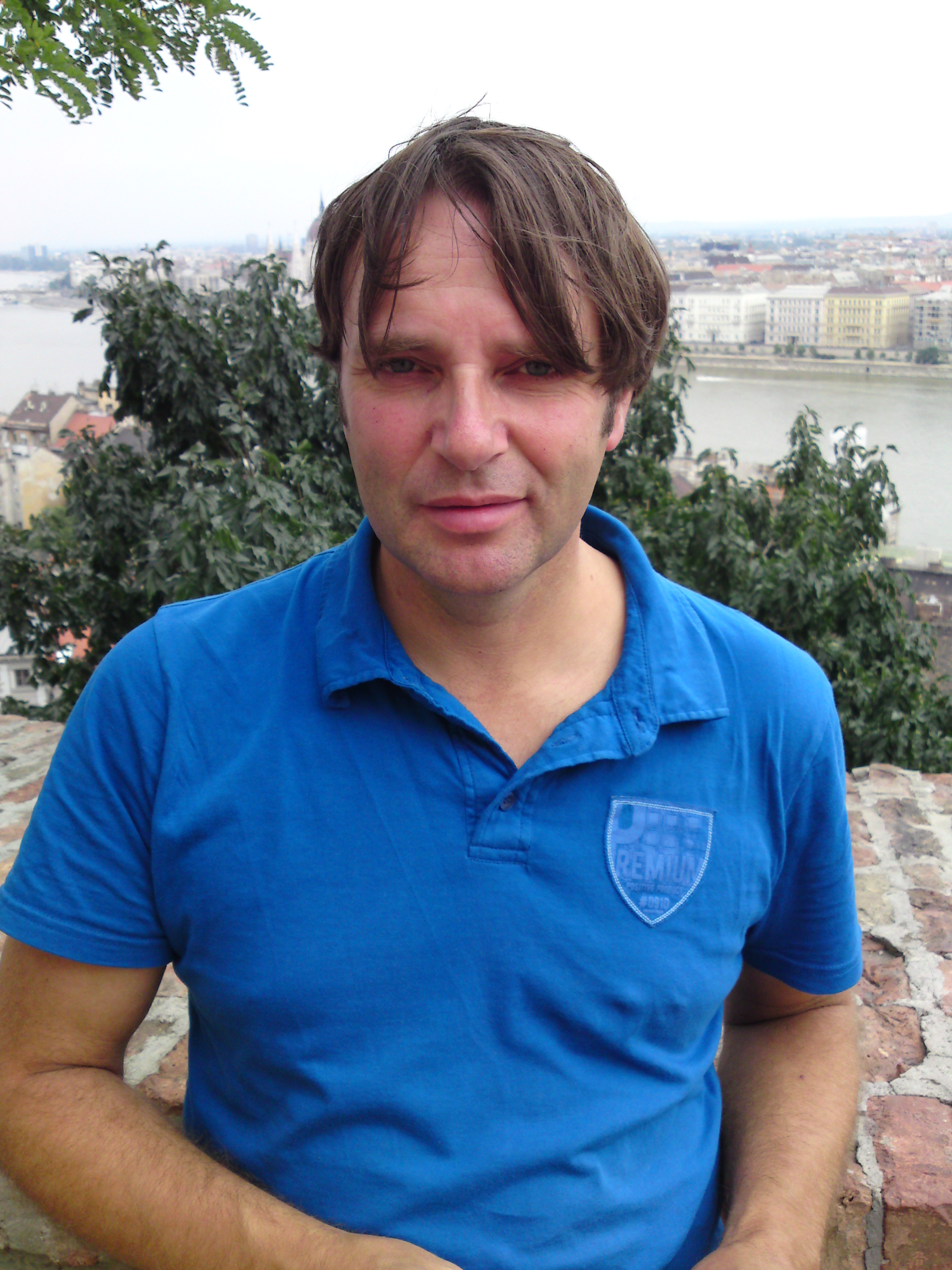
Edward van de Vendel won in 2004 en 2016
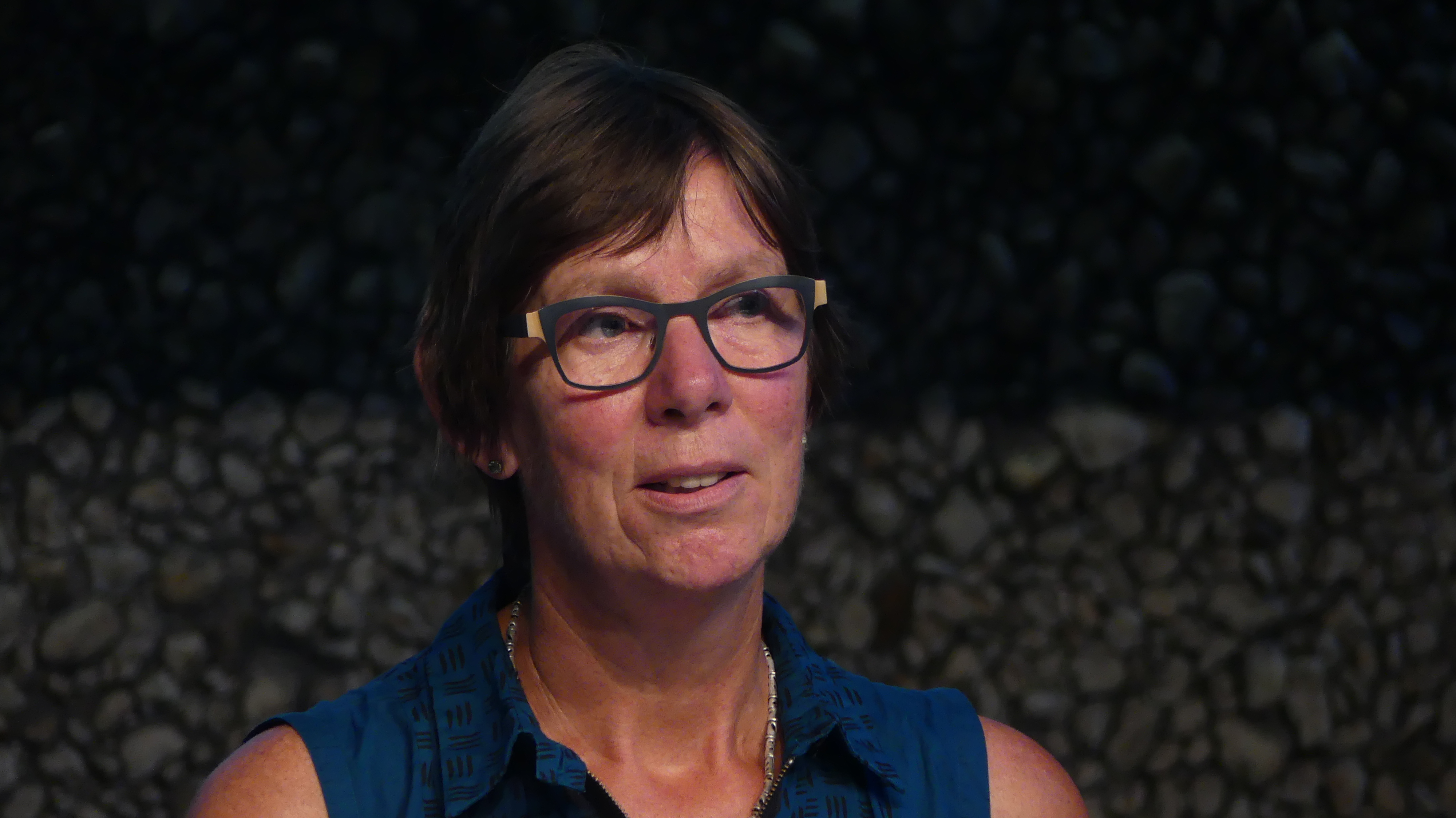
Bette Westera won in 2015 en 2020, samen Sylvia Weve
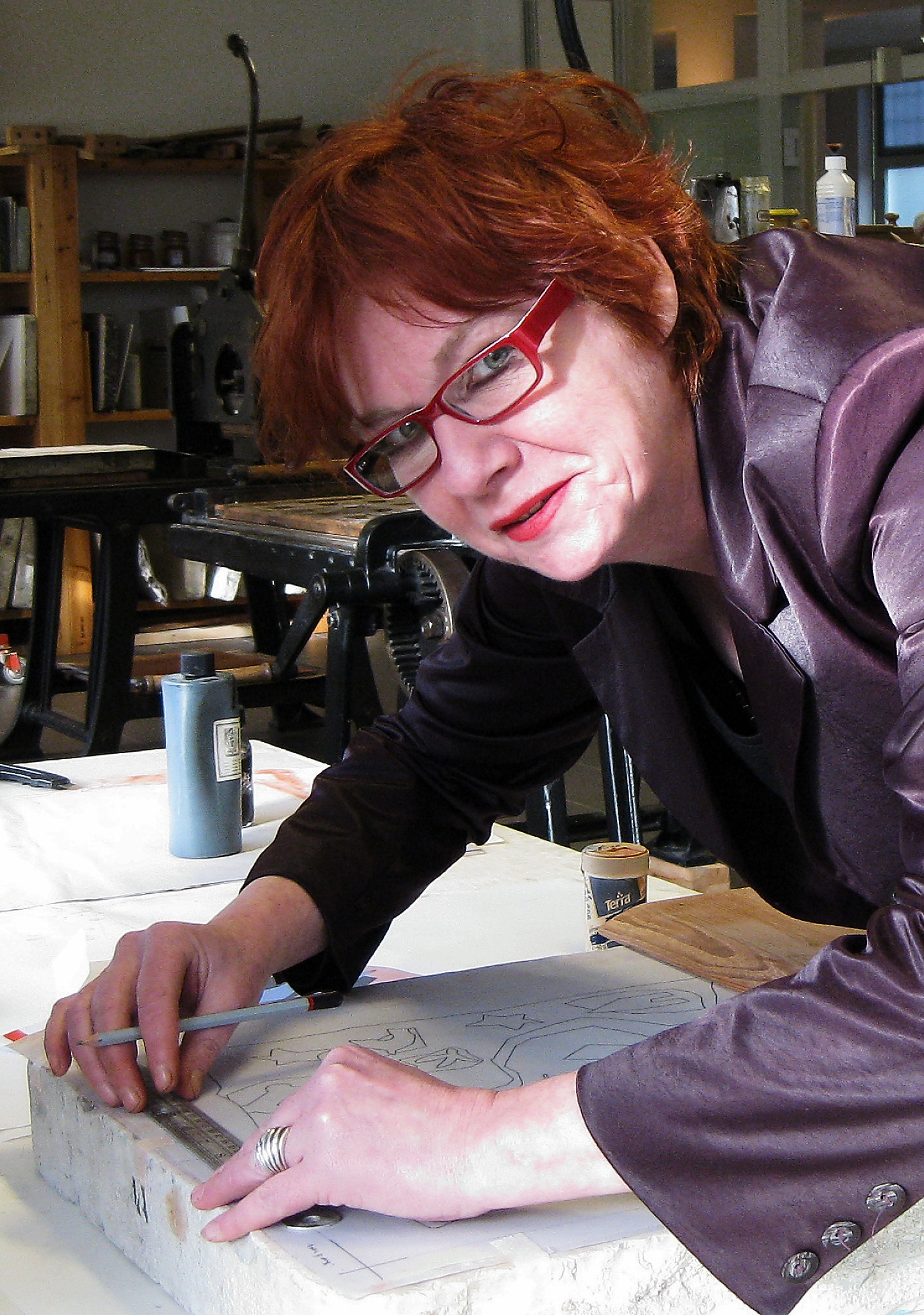
Sylvia Weve won in 2015 en 2020, samen met Bette Westera